# Реда (град)
Реда (пољ. Reda) град је у Пољској у Војводству поморском. По подацима из 2012. године број становника у месту је био 22.479.

## Становништво
| 2012.  |
| ------ |
| 22 479 |

## Партнерски градови
- Лублињец